# Государственный литературно-мемориальный музейный комплекс С. Муканова и Г. Мусрепова
Государственный литературно-мемориальный музейный комплекс С. Муканова и Г. Мусрепова — мемориальный музей в городе Алма-Ате (Казахстан), расположенный в доме, в котором проживали Габит Мусрепов и Сабит Муканов.

## История музея
Литературно-мемориальный музей С. Муканова был открыт в 1978 году по инициативе Хакима Бекишева, друга семьи. Под его руководством в 1976 году было положено начало экспозиции музея, которая была создана творческой группой художника-реставратора Шамиля Кожаханова. Работа продолжалась два года и 21 ноября 1978 года состоялось торжественное открытие дома-музея писателя. В том же году на доме, где жил Сабит Муканов была установлена мемориальная доска, изготовленная скульптором Токтагазы Джанызбековым.
В 1989 году творческим коллективом, возглавляемым членом Союза дизайнеров Республики Казахстан Бекетом Мусреповым, в музее была проведена реэкспозиция.
В 1987 году в том же доме был создан мемориальный дом-музей Г. Мусрепова. Основателем музея стала дочь писателя — Мусрепова Энгелина.
Государственный литературно-мемориальный музейный комплекс Сабита Муканова и Габита Мусрепова был создан 8 февраля 1999 года на базе двух действующих музеев С. Муканова и Г. Мусрепова.

## Экспозиция музея
Музей состоит из двух частей: литературная и мемориальная.
Литературная часть музея состоит из одной комнаты. При входе в музей висит портрет Г. Мусрепова.
Литературная экспозиция музея отражает жизненный и творческий путь писателей: юность, годы учебы, становление С. Муканова и Г. Мусрепова как писателей, а также их общественно-политическую деятельность. Экспонаты музея отображают литературные документальные материалы, рукописи произведений и дневниковые записи, а также собрания произведений писателей, переведенные на более чем 50 языков мира.
Мемориальная часть состоит из рабочего кабинета, библиотеки, гостиной и спальни. Все комнаты сохранились в состоянии, как было при жизни писателей. Одним из ценных экспонатов является нож Шокана. Именно здесь С. Мукановым был написан роман о Ш. Уалиханове.
В мемориальной части расположены экспонаты, характеризующие жизнь писателей, личные вещи, книгами и многое другое. Каждая вещь, каждый экспонат в музее, причастный к жизни и творчеству писателя, имеет свою историю, помогает воссоздать ту атмосферу, в которой он жил и творил.

## Статус памятника
10 ноября 2010 года был утверждён новый Государственный список памятников истории и культуры местного значения города Алматы, одновременно с которым все предыдущие решения по этому поводу были признаны утратившими силу. В этом Постановлении был сохранён статус памятника местного значения музейному комплексу. Границы охранных зон были утверждены в 2014 году.